# Конколь, Казимеж
Казимеж Конколь (пол. Kazimierz Kąkol; 22 ноября 1920 года, Варшава, Польша — 16 января 2016 года, Варшава, Польша) — польский экономист, публицист, политик и университетский преподаватель. Участник Варшавского восстания, подпоручик Армии Крайовой. Профессор политологии. Деятель ПОРП. В 1974—1980 годах министр-глава Комитета по религиозным делам.

## Биография
Родился в Варшаве в семье Бронислава и Зофьи. В мае 1939 года сдал экзамены на аттестат зрелости в гимназии имени Владислава IV. После начала войны служил в 36 пехотном полку. Участник боя под Коцком. Участвовал в подпольной деятельности. Вступил в Армию Крайову. Изучал сначала архитектуру, а потом экономику в подпольном университете. Член редакции подпольного журнала «Молодёжь». В качестве капрала-подхорунжего (псевдоним Кох) был инструктором-преподавателем школьной молодёжи по борьбе с оккупантом.
Во время Варшавского восстания воевал в составе батальона Вигры. Подпоручик. Награждён Крестом Храбрых. После поражения восстания попал в плен и отправлен в лагерь для военнопленных в Цайтхайне около Дрездена. В лагере был почтальоном.
Вместе с тремя сотнями других бывших пленных вернулся на лошадях в Польшу.
По окончании войны ему было засчитано три курса обучения в Лодзинском университете, который он окончил в 1946 году со степенью магистра экономики. Стал ассистентом профессора Вацлава Шуберта. В 1957 году вступил в ПОРП. С 1957 по 1974 года был главным редактором юридического журнала «Право и жизнь».
В 1968 году, во время мартовского кризиса, публиковал в своём журнале статьи в поддержку антисемитского курса правительства, за что позднее Иосиф Дайчгеванд назвал его «цепным псом коммунизма».
С мая 1974 до апреля 1980 года был министром-главой Комитета по религиозным делам в обоих правительствах Петра Ярошевича. В 1971—1980 годах был кандидатом в члены ЦК ПОРП. Многолетний член Президиума Главного управления Союза борцов за свободу и демократию.
С 1975 года профессор политологии. Преподавал в Варшавском университете.
В 1978 году, вместе с епископом Домбровским, встретился с новым римским папой Иоанном Павлом II.
С 1985 по 1989 года директор Главной комиссии по расследованию гитлеровских зверств (Институт национальной памяти). В период ПНР член Совета охраны памяти борьбы и мученичества.
В мае 1999 вошёл в состав научного совета Союза солдат Народного Войска Польского имени генерала Эдвина Розлюбирского.
Умер 16 января 2016 года. 27 января похоронен по католическому обряду на Бродновском кладбище.

## Избранные публикации
- Sąd nierychliwy. Książka i Wiedza, 1966.
- Kardynał Stefan Wyszyński jakim go znałem, 1985
- Sprawa niemiecka nadal otwarta…?, 1988
- Kościół w PRL. Elementy ewolucji doktryny. Warszawa 1985.